# عنوان (شیوه خطاب)
عنوان خطاب شامل عنوان‌هایی است که به جهت احترام به مخاطب عموماً پیش از خطاب کردن او بیان می‌شود. این عناوین رسمی یا غیررسمی بر اساس سنت، عرف یا قانون و با هدف خطاب قرار دادن یا در آغاز مکالمه، پیش از نام مخاطب استفاده می‌شود. عناوین خطاب بسته به موقعیت اجتماعی یا مقام مخاطبان متفاوت هستند.

## تعریف اجمالی
عنوان خطاب شامل عباراتی است که از باب احترام و تمیز شئونات اصناف مختلف و مراتب اجتماعی، به‌طور نوعی به آنها اطلاق می‌شود. این عبارات دو نوع هستند: خطاب‌های رسمی (دیوانی) و خطاب‌های غیررسمی (عمومی). خطاب‌های رسمی اوصاف نوعی هستند و به موقعیت‌های اجتماعی تعلق می‌گیرند و نه به فرد خاص؛ اما خطاب‌های عمومی و غیررسمی ممکن است با نام فرد همراه شده و از اجزاء هویت وی گردند. هنگامی که در متون تاریخی فرمان‌ها و مکاتبات دیوانی از اجزاء مختلف عناوین نامه‌ها صرف نظر می‌شد، تنها خطاب اصلی به‌کار می‌رفت و به‌طور وسیعی هم در مکاتبات دیوانی و هم در مکالمات روزمره رایج بود. در گذر تاریخ، در بخش‌های مختلف عناوین نامه‌ها، به مرور زمان بر اهمیت بخش خطاب افزوده شده و این بخش تنها بخشی است که تا به امروز کاربرد دارد. این نوع از عناوین مهم‌ترین، وسیع‌ترین و پردوام‌ترین نوع از کاربرد اجتماعی مفهوم عنوان است.
عناوین خطاب شامل انواع عناوین (سلطنتی، اشرافی، مذهبی و...) هستند که برای احترام و نشان دادن مقام مخاطب استفاده می‌شوند و در نتیجه، بسته به موقعیت اجتماعی یا مقام مخاطبان متفاوت می‌باشند. این نوع عنوان‌ها در انواع روابط ازجمله گفت‌وگوها و نامه‌نگاری‌های رسمی و غیررسمی به‌کار می‌روند. عناوین خطاب ممکن است پس از نام افراد هم استفاده شوند؛ مثلاً در عبارت «یاراحمد خان» ذکر رسمی واژهٔ خان به جهت احترام یا بیان موقعیت اشرافی مخاطب می‌باشد.
چند نمونهدر اینجا واژگان پررنگ جزء عناوین خطاب هستند:
- حضرت یونس.
- حضرت سلطان محمد خان.
- اعلیحضرت چارلز سوم.
- جناب آقای فلان.
- سرکار خانم بهمان.

## فهرست عناوین خطاب
فهرست کامل عناوین خطاب به شرح زیر است:
در فارسی، عربی و ترکی
- اعلی‌حضرت، علیاحضرت
- والاحضرت
- والاگهر
- حضرت
- عالی‌جناب
- خان
- بانو
- قربان
- استاد
- دکتر
- جناب، جناب آقا
- سرکار، سرکار خانم
- آقا، خانم

در انگلیسی
- His/Her Imperial Majesty (HIM)
- His/Her Majesty (HM)
- His/Her Imperial Highness (HIH)
- His/Her Royal Highness (HRH)
- His/Her Most Serene Highness (HMSH)
- His/Her Serene Highness (HSH)
- His/Her Highness (HH)
- His/Her Most Excellent Majesty (HMEM)
- His/Her Excellency (HE)
- Sir, lady
- Master
- Doctor
- Mr, Miss/Ms, Mrs